# کوپا نیوتن
کوپا نیوتن یک رقابت فوتبال دوستانه بود که ۲۷ بار بین سال‌های ۱۹۰۶ و ۱۹۷۶ بین آرژانتین و اروگوئه برگزار شد. این تورنمنت تحت حمایت نیکانور نیوتاون برگزار شد.

## تاریخچه

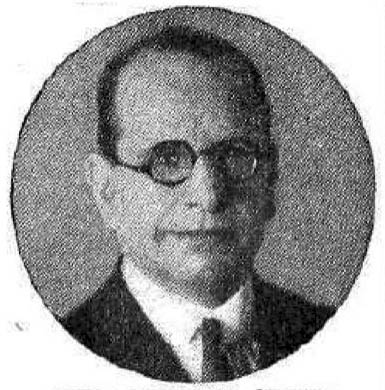
نیکانور نیوتن

نیکانور نیوتن، مدیر مجله اسپورتسمن، جام را برای مسابقه‌ای که برای اهداف مفید برگزار می‌شد، اهدا کرد. این مسابقات اولین بار در سال ۱۹۰۶، یک سال پس از اولین دوره کوپا لیپتون برگزار شد و به استثنای سال‌های ۱۹۱۰، ۱۹۱۴، ۱۹۲۱، ۱۹۲۳ و ۱۹۲۵-۱۹۲۶ و سپس تا سال ۱۹۳۰ به صورت سالانه ادامه یافت.
از آن زمان تنها به صورت پراکنده پخش شده است، با تنها ۸ نسخه در طول چهار دهه بین سال‌های ۱۹۳۷ و ۱۹۷۶.
این جام در مجموع ۲۸ بار برگزار شده است که آرژانتین در ۱۷ بار و اروگوئه در ۱۱ بار برنده آن شده‌اند.

## لیست قهرمانان

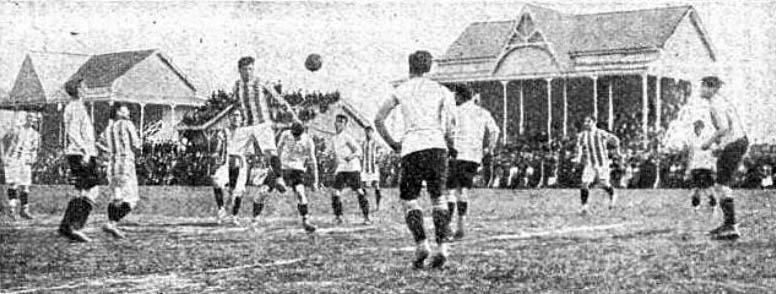
مسابقه سال ۱۹۱۲

این لیست شامل تمامی نسخه‌های این تورنمنت می‌باشد.
| نسخه | سال  | قهرمان   | نتیجه | نایب قهرمان | شهر         | ورزشگاه                     |
| ---- | ---- | -------- | ----- | ----------- | ----------- | --------------------------- |
| ۱    | ۱۹۰۶ | آرژانتین | ۲–۱   | اروگوئه     | بوئنوس آیرس | ورزشگاه انجمن ورزش آرژانتین |
| ۲    | ۱۹۰۷ | آرژانتین | ۲–۱   | اروگوئه     | مونته‌ویدئو  | ورزشگاه گران پارک سنترال    |
| ۳    | ۱۹۰۸ | آرژانتین | ۲–۱   | اروگوئه     | بوئنوس آیرس | ورزشگاه جی‌ای‌بی‌ای            |
| ۴    | ۱۹۰۹ | آرژانتین | ۲–۲   | اروگوئه     | مونته‌ویدئو  | ورزشگاه بلودره              |
| ۵    | ۱۹۱۱ | آرژانتین | ۳–۲   | اروگوئه     | مونته‌ویدئو  | ورزشگاه گران پارک سنترال    |
| ۶    | ۱۹۱۲ | اروگوئه  | ۳–۳   | آرژانتین    | آویاندا     | ورزشگاه راسینگ              |
| ۷    | ۱۹۱۳ | اروگوئه  | ۱–۰   | آرژانتین    | مونته‌ویدئو  | ورزشگاه گران پارک سنترال    |
| ۸    | ۱۹۱۵ | اروگوئه  | ۲–۰   | آرژانتین    | مونته‌ویدئو  | ورزشگاه گران پارک سنترال    |
| ۹    | ۱۹۱۶ | آرژانتین | ۳–۱   | اروگوئه     | آویاندا     | ورزشگاه راسینگ              |
| ۱۰   | ۱۹۱۷ | اروگوئه  | ۱–۰   | آرژانتین    | مونته‌ویدئو  | ورزشگاه گران پارک سنترال    |
| ۱۱   | ۱۹۱۸ | آرژانتین | ۲–۰   | اروگوئه     | بوئنوس آیرس | ورزشگاه جی‌ای‌بی‌ای            |
| ۱۲   | ۱۹۱۹ | اروگوئه  | ۲–۱   | آرژانتین    | مونته‌ویدئو  | ورزشگاه پارک پریرا          |
| ۱۳   | ۱۹۲۰ | اروگوئه  | ۳–۱   | آرژانتین    | بوئنوس آیرس | ورزشگاه اسپورتیوو باراکاس   |
| ۱۴   | ۱۹۲۲ | اروگوئه  | ۲–۲   | آرژانتین    | بوئنوس آیرس | ورزشگاه اسپورتیوو باراکاس   |
| ۱۵   | ۱۹۲۳ | اروگوئه  | ۲–۰   | آرژانتین    | مونته‌ویدئو  | ورزشگاه گران پارک سنترال    |
| ۱۶   | ۱۹۲۴ | آرژانتین | ۴–۰   | اروگوئه     | بوئنوس آیرس | ورزشگاه اسپورتیوو باراکاس   |
| ۱۷   | ۱۹۲۷ | آرژانتین | ۱–۰   | اروگوئه     | مونته‌ویدئو  | ورزشگاه گران پارک سنترال    |
| ۱۸   | ۱۹۲۸ | آرژانتین | ۱–۰   | اروگوئه     | آویاندا     | ورزشگاه لیبرتادورس آمریکا   |
| ۱۹   | ۱۹۲۹ | اروگوئه  | ۲–۱   | آرژانتین    | مونته‌ویدئو  | ورزشگاه گران پارک سنترال    |
| ۲۰   | ۱۹۳۰ | اروگوئه  | ۱–۱   | آرژانتین    | بوئنوس آیرس | ورزشگاه گاسیومترو           |
| ۲۱   | ۱۹۳۷ | آرژانتین | ۳–۰   | اروگوئه     | مونته‌ویدئو  | ورزشگاه سنتناریو            |
| ۲۲   | ۱۹۴۲ | آرژانتین | ۴–۱   | اروگوئه     | بوئنوس آیرس | ورزشگاه آلویر تاگل          |
| ۲۳   | ۱۹۴۵ | آرژانتین | ۶–۲   | اروگوئه     | بوئنوس آیرس | ورزشگاه گاسیومترو           |
| ۲۴   | ۱۹۵۷ | آرژانتین | ۰–۰   | اروگوئه     | مونته‌ویدئو  | ورزشگاه سنتناریو            |
| ۲۵   | ۱۹۶۸ | اروگوئه  | ۲–۱   | آرژانتین    | مونته‌ویدئو  | ورزشگاه سنتناریو            |
| ۲۶   | ۱۹۷۳ | آرژانتین | ۱–۱   | اروگوئه     | مونته‌ویدئو  | ورزشگاه سنتناریو            |
| ۲۷   | ۱۹۷۵ | آرژانتین | ۳–۲   | اروگوئه     | مونته‌ویدئو  | ورزشگاه سنتناریو            |
| ۲۸   | ۱۹۷۶ | آرژانتین | ۳–۰   | اروگوئه     | مونته‌ویدئو  | ورزشگاه سنتناریو            |